# Hữu Ngọc, Sóc Châu
Hữu Ngọc (chữ Hán giản thể: 右玉县, âm Hán Việt: Hữu Ngọc huyện) là một huyện thuộc địa cấp thị Sóc Châu, tỉnh Sơn Tây, Cộng hòa Nhân dân Trung Hoa. Huyện Hữu Ngọc có dân số 100.000 người, diện tích 1965 kilômét vuông. Huyện Hữu Ngọc được chia ra thành 3 trấn, 13 hương. 
- Trấn: Lương Gia Du Phường, Thạch Nghọ Thành, Uy Viễn Bảo.
- Hương: Ngưu Tâm Bảo, Bạch Đầu Lý, Nguyên Bảo Tử, Cao Gia Bảo, Tây Niễn Đầu, Uy Bình Bảo, Đinh Gia Diêu, Dương Thiên Hà, Sát Hổ Khẩu, Lý Đạt Diêu, Phá Hổ Bảo, Âu Gia Thôn, Cao Tường Khuông.